# Léopold Wenzel
Pour les articles homonymes, voir Wenzel.
Léopold Wenzel (Naples, 23 janvier 1847 - Asnières, 21 août 1923), est un compositeur et chef d'orchestre français.

## Biographie
Né à Naples, Wenzel passe une grande partie de sa carrière entre Londres et Paris. En 1889, il devient le directeur musical, chef d'orchestre et arrangeur de l'Empire (en) (Théâtre des Variétés) de Londres où il écrit ou arrange de nombreux ballets. Jusqu'en 1913, il est le chef d'orchestre du Théâtre Gaiety (en).
On lui doit près de trois-cent-cinquante compositions pour l'essentiel des musiques pour des scènes de théâtre et des ballets, ainsi que des chansons sur des paroles, entre autres, de Paul Arène, Alphonse Bouvret, Lucien Delormel, René de Saint-Prest, Henry Drucker, Armand Numès, Paul Burani, Paul de Choudens, Armand Ben, etc.

## Œuvres (extraits)
Ballets chorégraphiés par Katti Lanner
- A Dream of Wealth (1889)
- Cécile (1890)
- Dolly (1890)
- Orfeo (1891)
- By the Sea (1891)
- Nisita (1891)
- Versailles (1892)
- Round the Town (1892)
- Katrina (1893)
- The Girl I Left Behind Me (1893)
- Brighton (Olympia (Paris))
- Monte Cristo (1896)
- Under One Flag (1897)
- The Press (1898)
- Alaska (1898)
- Round the Town Again6 (1899)
- Sea-Side (1900)
- Les Papillons (1901)
- Old China (1901)
- Our Crown (1902)
- The Milliner Duchess (1903)
- Vineland (1903)
- High Jinks (1904)

Opéras
- Le Chevalier Mignon (1884, Paris)
- L'Élève du Conservatoire (1894, Paris)

Autres
- Cinder Ellen up too Late (1891)
- An Artist's Model (en) (1895)